# Hermann Raster

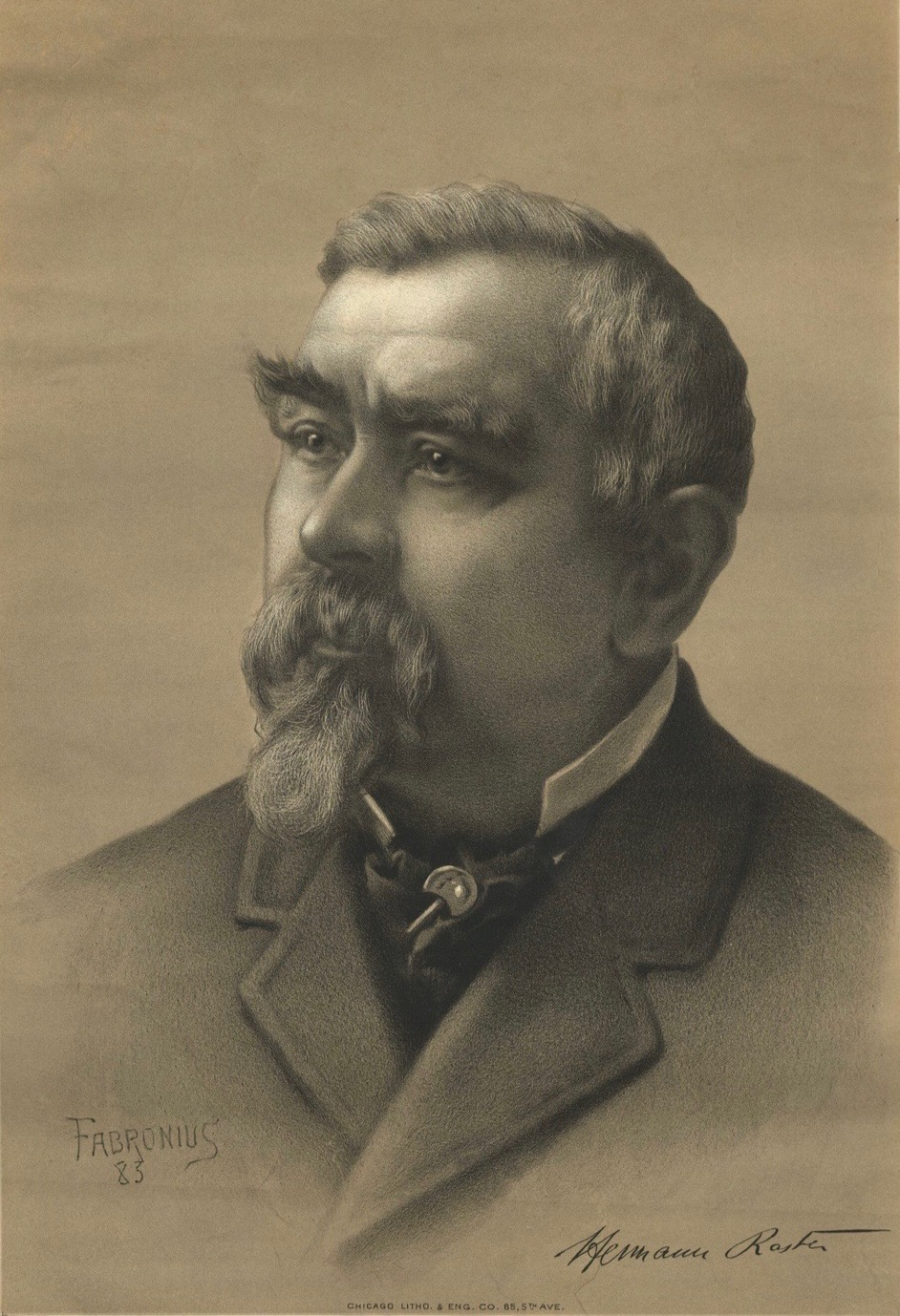
Hermann Raster, Lithografie von Dominique C. Fabronius

Hermann Raster (* 6. Mai 1827 in Zerbst; † 24. Juli 1891 in Bad Kudowa) war ein deutsch-amerikanischer Forty-Eighter, Redakteur, Abolitionist und republikanischer Politikchef, der vor allem durch seine Tätigkeit als Chefredakteur der Illinois Staats-Zeitung zwischen 1867 und 1891 bekannt wurde.
Während des Sezessionskrieges war er der wichtigste amerikanische Korrespondent für die Zeitungen in Berlin, Bremen, Wien und anderen mitteleuropäischen Städten und galt als wirksamer bei der Kampagne für die amerikanische Sache in Deutschland als jeder andere Politiker.

## Einzelbelege
1. ↑  Inventory of the Hermann Raster Papers. In: The Newberry Library. Archiviert vom Original am 24. April 2019.
2. ↑  Blair, Francis P., John C. Rives, Franklin Rives, and George A. Bailey. The Congressional Globe. 1st ed. Vol. 66. Cambridge: Blair & Rives, 1872. Print. The Congressional Globe.
3. ↑  Illinois Historical Collections
4. ↑  Knutson, Larry: School’s Name Honors Raster, Famed Editor. In: Chicago Tribune, Ausgabe vom 13. Mai 1965, 2D sec.: 155. Print.

| Personendaten    | Personendaten                                                                                  |
| ---------------- | ---------------------------------------------------------------------------------------------- |
| NAME             | Raster, Hermann                                                                                |
| KURZBESCHREIBUNG | deutsch-amerikanischer Forty-Eighter, Redakteur, Abolitionist und republikanischer Politikchef |
| GEBURTSDATUM     | 6. Mai 1827                                                                                    |
| GEBURTSORT       | Zerbst                                                                                         |
| STERBEDATUM      | 24. Juli 1891                                                                                  |
| STERBEORT        | Bad Kudowa                                                                                     |